# Carlyss
Carlyss est une census-designated place de la paroisse de Calcasieu, en Louisiane, aux États-Unis. 